# Синодское (Саратовская область)
Сино́дское — село в Воскресенском районе Саратовской области, административный центр Синодского муниципального образования.

## География
Расположено на правом берегу Терешки, в 68 километрах от Саратова и 26 километрах от Воскресенского. Севернее села железнодорожная станция Медяниково.
Через это село проходит автодорога Р-228.

## Население
| 2002 | 2010 | 2014 | 2015 |
| ---- | ---- | ---- | ---- |
| 781  | ↘677 | ↗858 | ↘799 |

## История

Памятник политруку Василию Клочкову

Основано в первой половине XVIII века переселенцами из села Вязовка (ныне Базарно-Карабулакский район). Жители были приписными крестьянами Синода, что дало название новому населённому пункту.
В 1859 году село насчитывало 186 дворов, в селе проживало 596 мужчин и 680 женщин, в 1910 году — 2509 человек.
В селе работала мельница. Были открыты, земская больница и ветеринарный пункт.
Устроена почтовая станция на тракте из Вольска в Саратов.
По воскресеньям организовывались базары, а со второй половины XIX века ежегодно на Троицу и Успение Богородицы — ярмарки.
В составе Вольского уезда Саратовской губернии Синодское с одним сельским обществом было волостным центром.
В 1909 году вместо старого храма на средства прихожан был выстроен новый каменный, с колокольней и престолом во имя святой Живоначальной Троицы. При церкви открыты две школы.
В советское время Синодское стало центром сельсовета. В 1929 году хозяйства были объединены в колхоз имени Карла Маркса. Церковь была закрыта и разрушена.
В годы Великой Отечественной войны более двухсот жителей села погибли на фронте.
Сегодня Синодское является оживлённым селом с 800 жителей, административным центром одноимённого округа. Имеются коллективные сельскохозяйственные предприятия, средняя общеобразовательная школа, больница, отделение связи, дом культуры.

## Достопримечательности
Памятник Герою Советского Союза Василию Георгиевичу Клочкову (на территории СОШ).

## Известные жители
- Людмила Аринина (р. 1926) — актриса театра и кино, Заслуженная артистка РСФСР.
- Иван Жегалин (1906—1984) — первый секретарь Сталинградского обкома КПСС (1955—1960), Чрезвычайный и полномочный посол СССР в Румынии (1960—1965).
- Василий Клочков (1911—1941) — участник Великой Отечественной войны, легендарный защитник Москвы, Герой Советского Союза.
- Афонин Александр Васильевич (1918-2000), подполковник медицинской службы, участник обороны Ленинграда, награжден медалью «За оборону Ленинграда», орденом Красной Звезды